# Аделхайд фон Гелдерн
Вижте пояснителната страница за други личности с името Аделхайд.
Аделхайд (Аделайд, Аделаида) фон Гелдерн (на немски: Adelhei (Adelaïde) von Geldern; * 1080, † 1156) е графиня от Гелдерн – Цутфен и чрез женитба графиня на Графство Текленбург.

## Произход
Тя е голямата дъщеря на граф Герхард II фон Гелдерн и Васенберг († 1131), граф на Гелдерн и Васенберг и съпругата му графиня Ермгард фон Цутфен († 1138), дъщеря и наследничка на граф Ото II фон Цутфен и Юдит фон Арнщайн.
Сестра е на граф Хайнрих I фон Цютфен и Гелдерн († 1182), женен за Агнес фон Арнщайин († ок. 1175). Нейната сестра Саломе фон Гелдерн се омъжва за граф Хайнрих I фон Олденбург-Вилдесхаузен († 1162).

## Фамилия
Аделхайд (Аделаида) се омъжва за граф Екберт I фон Текленбург (* 1090, † 4 февруари 1146/1150). Тя е втората му съпруга. Те имат децата:

- Хайнрих I (* 1115, † 22 ноември 1156), fl 1155, граф на Текленбург, женен за графиня Хайлвих (Айлика) фон Олденбург (1126 – 1189), родители на граф Симон фон Текленбург
- Ото фон Текленбург, fl 1150
- Герхард фон Текленбург, духовник fl 1150